# La Chapelle-Saint-Ursin
La Chapelle-Saint-Ursin is een gemeente in het Franse departement Cher (regio Centre-Val de Loire). De plaats maakt deel uit van het arrondissement Bourges. La Chapelle-Saint-Ursin telde op 1 januari 2022 3.687 inwoners.

## Geschiedenis
In La Chapelle-Saint-Ursin is een prehistorisch graf gevonden en resten van Gallo-Romeinse bewoning. Het dorp is volgens de legende gesticht door de heilige Ursinus van Bourges, die in de 2e eeuw Bourges kwam kerstenen, daar verjaagd werd en zich hier vestigde. De oudste delen van de kerk Saint-Ursin dateren van de 12e eeuw.
La Chapelle-Saint-Ursin was een arm dorp zonder kasteel, molen of fabriek. De bevolking leefde hoofdzakelijk van de schapenteelt en de wijnbouw. Dat veranderde toen in 1837 de gemeente toestemming gaf tot de exploitatie van ijzererts. Vlak erna werd het Kanaal van Berry geopend en vervolgens kwam er een spoorlijn en dit alles maakte van La Chapelle-Saint-Ursin een bloeiend stadje. Maar rond 1880 viel de ijzerwinning alweer weg en de druifluis bracht de wijngaarden grote schade toe. Het inwonertal daalde tot beneden 500. Maar sinds de opening van een industrieterrein rond 1960 is de plaats snel gegroeid. Door de opening van de autosnelweg A71 in 1989 werd de plaats verder ontsloten.

## Geografie
De oppervlakte van La Chapelle-Saint-Ursin bedroeg op 1 januari 2022 7,83 vierkante kilometer; de bevolkingsdichtheid was toen 470,9 inwoners per km².
De onderstaande kaart toont de ligging van La Chapelle-Saint-Ursin met de belangrijkste infrastructuur en aangrenzende gemeenten.

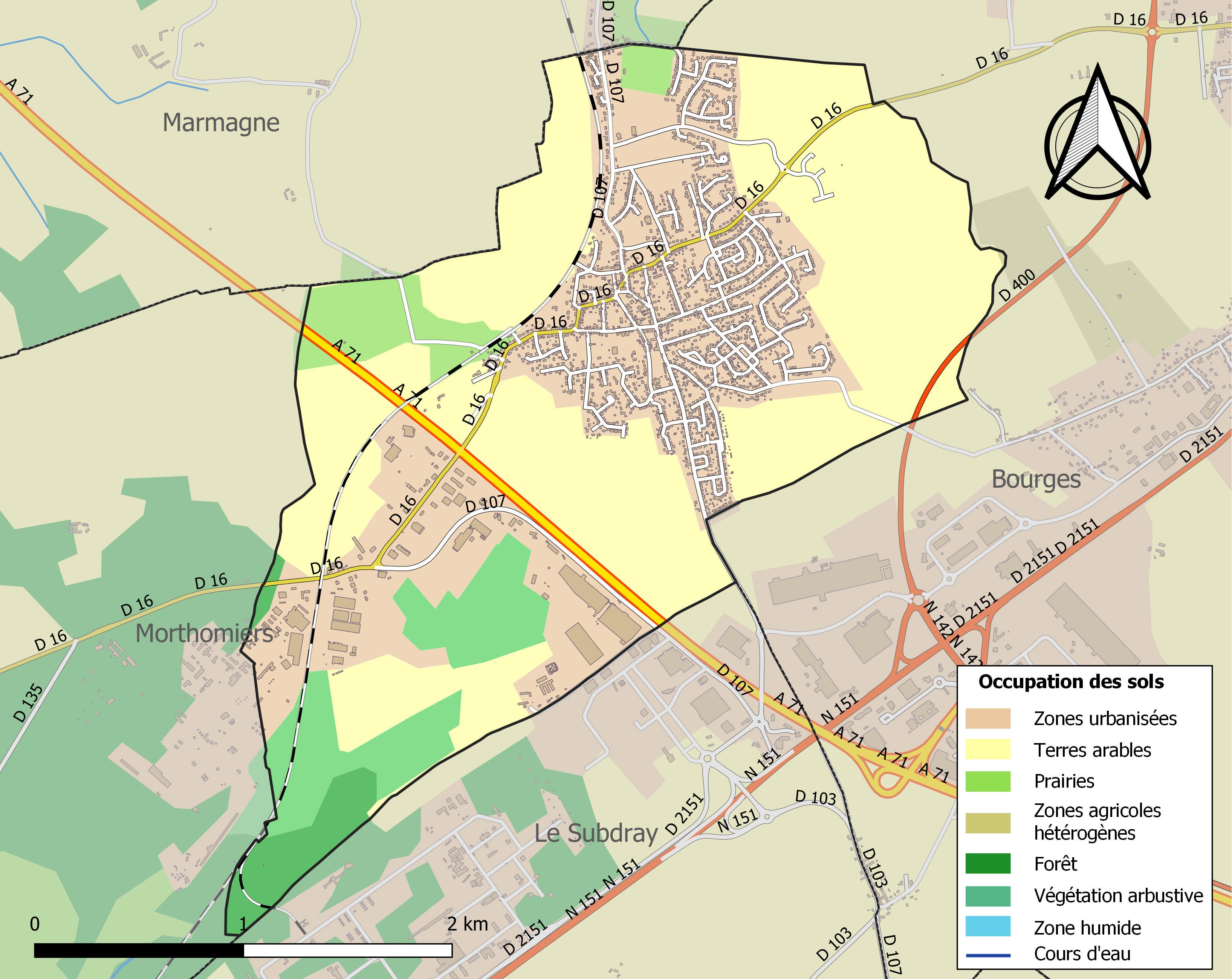

## Demografie
In 1866 telde de gemeente 844 inwoners. Na 1890 begon de bevolking te dalen en in 1926 telde de gemeente nog maar 431 inwoners.
Onderstaande figuur toont het verloop van het inwonertal (bron: INSEE-tellingen).